# Somewhere over the Slaughterhouse
Somewhere Over The Slaughterhouse es el sexto álbum del guitarrista Buckethead.

## Canciones
1. Somewhere over the Slaughterhouse – 0:38
2. Help Me – 5:12
3. Pin Bones and Poultry – 4:43
4. My Sheeetz – 6:00
5. Day of the Ulcer – 7:26
6. You Like Headcheese? – 3:20
7. Burlap Curtain – 7:04
8. You Like This Face? – 5:16
9. Wires and Clips – 3:03
10. Knockingun – 2:25
11. Conveyor Belt Blues – 1:47

## Créditos
- Buckethead - Guitarras y Bajos
- P-Sticks - Trabajo artístico y un par de cooperaciones en unas canciones
- Grabados en la cocina del departamento de Pilo y la canción 3 fue grabada en el estudio de grabación Travis Dickersons.
- Masterizado por Travis Dickerson en el estudio de grabación Travis Dickerson en Chatsworth, California.